# クロ (サイボーグクロちゃん)
クロは、横内なおきの漫画『サイボーグクロちゃん』または、そのアニメに登場する架空のサイボーグ。担当声優は坂本千夏。

## 概要
雑種の黒猫。趣味は昼寝。好物はおせんべい。かつてはフジ井家を猫離れした力で強盗や空き巣から守っていたが、ある日恋焦がれている野良犬のプーリィに告白しようとしたところを剛に襲撃され、サイボーグに改造された。
サイボーグになって以降は、銀色のメタルボディーをごまかすために黒猫の中国製ぬいぐるみを被っている。一人称は「オイラ」で、これは小さい頃からほとんど変わらない。
桜町内で、剛をはじめさまざまなキャラやそれらが起こす事件に巻き込まれながらも、のんびり暮らしている。
野良猫のコミュニティに居た頃はキッドと呼ばれていて、今でもマタタビからはそう呼ばれている。

### 来歴
もともとは捨て猫で、あまり目も見えず、河川敷でマリーという野良犬に育てられていた。
マリーが目を離した時に猫狩りの人間たちにさらわれ、辛うじて逃げ出した先でゴッチが率いる野良猫たちのコミュニティに到着。グレーの采配でマタタビに面倒を見てもらっていたが、ナワバリを猫狩りたちが襲撃。猫狩りたちから違法改造拳銃を奪い、器用さを活かして彼らを射殺したことでコミュニティに迎えられる。カラス達との抗争で根城を失い、放浪生活の中でマリーと再会するも彼女は野良犬たちによって殺害されてしまう。マタタビと共に復讐へ向かうが、そこでグレーに助けられたことが人格形成に大きな影響を及ぼした。たどり着いた都会でマフィ一味との抗争に陥り、グレーが重傷を負ったことで暴走。復讐を止めようとしたマタタビの右目を誤って奪ってしまい、クロを敵視していたドッチらに「疫病神」と罵られ粛清されかけ、シマに戻ったところ仲間たちが抗争の末に全滅したことを確認。当て所無く彷徨った末に行き倒れ、そこでフジ井家のジーサン、バーサンらに救われた。
その後は桜町で暮らしてフジ井家の防犯を担っていたが、野良犬プーリィに告白しようとした際に剛に襲撃され、サイボーグとなる。以降はミーくんやコタロー、ロミオ・ジュリエットらの起こす騒動に巻き込まれたり、自身が起こす騒動に鈴木や生徒たち、めぐみを巻き込んだり、マタタビと再会したり、ナナと出会って好意を抱かれたりしながら賑やかに過ごすようになる。
ゴローが暴走を始めた際には彼を助けるために仲間たちと共に協力して奔走。自分の憎しみが暴走する様を見せられて涙するゴローに、自分がかつてグレーに言われたことを思い出して「良いものを見せてやる」と告げ、コタローの開発した無限エネルギー装置を使って怪物を吸収、消滅させることに成功した。

### 性格
普段は寝てばかりで物静かに怠けているが、怒ると周囲の状況を省みずに暴れまくり、時には街を破壊してしまうこともある。ジーさんバーさんを命がけで守ろうとしたり、仲間のピンチに駆けつけることはあるが、あまり乗り気でないことが多い。しかし子猫達が殺された時に涙するなど、優しい性質も持ち合わせている。
自由気ままに生きていて、時折他人におせっかいを焼くこともあるが、決して「正義のヒーロー」には成り切れない存在である。死を待っていたクロに（意図的ではないが）居場所と存在意義を与え、命を救ってくれた飼い主のジーサンとバーサンを大切に思っているが、それゆえに逆に振り回されてしまうことが多い。一度、ジーサンが、クロが着ている縫いぐるみに付いていた「MADE IN CHINA」のタグを見つけてしまい、縫いぐるみを着ている事がバレ掛けたが、ジーサンは「クロ、おまえ中国人だったんか」の一言で済ませ、ジイさんの性格に助けられる。
基本的に暴れるのが大好きで、誰かの手助けをする理由の半分は自分が暴れたいがためである。監房に奇襲をかけた際には銃の乱射に恍惚とする場面もあったことから、銃中毒である節も見られる。また、本作品のヒーローのような立ち位置であるが、ニャンニャンアーミー4号を一方的にボコボコにする、ロミオを武器として使う（ロミオ自身にも非があることが多い）など、ヒーローらしからぬ行動が多い。
小さい頃から度胸はあり、ゴッチに凄まれても震えず、カラスの目を引くための囮となったり、地元の猫をまくために人間の車に飛び出したりしている。しかし化け物鯨を退治してくれと言われた際には「無理無理無理!」と言ったり、アマゾンで絶望した際にも号泣している。
いつも他人を自分のペースに巻き込んでいくが、他人のトラブルに巻き込まれていく事もある。しかし後半は持ち前のおせっかいから自ら面倒事に首を突っ込んだうえで、他人を巻き込んでいた。
過去では「厄病神」呼ばわりされており、めぐみにも「災いめ!」と殴られかけている。この観点は現在のクロのトラブルメーカー振りから見ても、あながち間違いではない。ただし、どんな困難が起きたとしてもクロを慕ったりしている者達には、大抵の場合は幸福が訪れており、厳密に言えば「幸福に辿り着くまでの困難を、クロが（無意識に）呼ぶ、ないしは作っている」と言えるある観点からは「救世主」的な存在である。人から恨みを買う事も多く、厄介になる事も多い。

### 対人関係
お手伝いロボットのナナからは惚れられているが、ナナが近づいてくると非常に邪険に扱ったりするときも。ナナのことは非常に大切に思っており、ピンチにはすぐ駆けつけてくる。
自分をサイボーグに改造した剛のことをよく思っていないようであり嫌っているようだが、実際はケンカするほど仲がいいという関係に近く、実際には剛の事を信頼している。
また戦いの時には剛に武器の製作なども頼んでいる。
またコタローに生き方を諭したり、ロミオと協力して悪を倒す事もある。
猫でありながら犬のプーリィに恋している。剛に襲撃された時、プーリィも怪我を負ったがジーサンとバーサンに介抱されて元気になった。二人もクロがプーリィを好きである事を認知している。

### 能力
ガトリング砲や何でも切れる剣、しっぽミサイルなどの武器を装備している。156km/hで走ることができる。他、視力は12.0だが夜目がきかない。防水加工をしていないため水に弱いが、エイハブからもらった防水スプレーで対処している。しかしサイボーグになったため泳ぐのは避けたいようで、キャンプにいった際「泳ぐか?」 と訊かれて「錆びる」と断っている。頭の中にクロちゃんチップをドクター剛によって埋め込まれているが、何に使われているかは不明。また初期では冷却装置を取り付けられていなかったため、オーバーヒートを起こしかけていた。
ちなみに二本足で立ったり銃を使ったりしている器用さは小さい頃＝生身の頃からのもので、マタタビと一緒に「なんでネコなのに二本足で立ってんだよ!」とよく仲間に突っ込まれていた。しかしジーさんとバーさんが相手のときはほとんど立ち上がったところを見せておらず、家を守っているときも四足歩行であった。その器用さから、あまり機械の知識がないはずなのにも関わらず、自分の身体を自分でメンテすることができたり、ジーさんバーさんの拾ってきた粗大ゴミを修繕したり、機械に関してはそれなりの知識を持っているようである。ジーさんバーさんの拾ってきた粗大ゴミを修繕する時、クロ自身は心中で「普通の猫はこんな事しない」と言っており、若干厄介に思っている。しかし二人に恩義がある為になんだかんだ言いながらも修繕している。
基本的に燃料はガソリンだが普通の人間の食べ物も食べられる、また空腹になれば食欲もおこる。立小便をしたこともあるので排便機能もある模様。

## 武器

### 原作
ガトリング
メインの武器、設定では600発は撃てるらしいが、結局は連射から玉切れを起こすのが欠点。クロちゃんにとっては戦いにおいて最も欠かせない武器である。
なんでも切れる剣
ゲームでの名称は、きょだいけん。名前の通り「なんでも切れる」らしいが、切れない物も多い。銃弾を跳ね返したり砲弾を切り裂いたりと、なんでも切れるというだけあって強度と切れ味は良質な様である。
ミサイル
正式名称はしっぽミサイル、だが身体や脚にも装備されている。一回につき3発しか撃てない。弾が少ないためか、ガトリングのほうが使い勝手がいいためか、後半では戦いにおいては使われていない。（咄嗟に発射されるということが多かった）第一話では全弾発射して橋を破壊するなど威力はある。
二連キャノン
異世界に飛ばされたときに剛がガトリング砲の代わりに異世界固有の金属を使って作った武器。非常に軽量である。ガトリングと違って単発式であるため、一発一発の威力はかなり高い。
ロケットパンチ
初期の頃のみ使っていた。実際は腕が飛ぶだけで大した威力は無い。常にいつの間にか戻っている。
ボルト棍棒
マタタビが初登場したときに登場、撃ちまくりクロちゃんのクロにも付属している。

### アニメ
バルカン砲

クラッカー

リップルレーザー

グレネードガン

プラズマアロー

プラズマナックル

ミスリルアックス

ウェーブレーザー

4WAYレーザー

スプレーミサイル

ホーミングミサイル

スピリットオブK

ファイナルガトリング

ウイングシューズ

## バリエーション
暴走クロちゃん
着ぐるみを脱いだ際のクロちゃんのことの俗称（ただしこれは怒りを表している時に限る様子）。この状態になると怒って大暴れすることが多いことからそう呼ばれるようになったと思われる。
デビル復活（もしくはホワイトウッズの逆襲）では96285648とパスワードを入れると操作できるクロちゃん。
『帰ってきたサイボーグクロちゃん』では、一度クリアするとその引継ぎデータにおいて選べるフル装備フルパワーのサイボーグ体クロちゃんである。
ニワトリクロちゃん
バーさんに一帳羅のぬいぐるみを洗われたため、代わりに用意した着ぐるみ。人形からすると首のあたりに顔を出すところがある。しかし足や尻尾はサイボーグそのまま。この姿を見たマタタビは「お前変わったなあ」と驚いていた。うちまくりフィギュアとして玩具化もされた。
マジギレクロちゃん
ゲームオリジナルキャラクター。『デビル復活』（もしくは『ホワイトウッズの逆襲』）で96385628とパスワードを入れると操作できるクロちゃん。常に無敵状態である。
真・暴走クロちゃん
玩具展開より生まれた玩具オリジナルのクロちゃん。後にアニメにもタイアップとして登場した。剛くんがミーくんにクロのような暴走パワーを与えるために作った改造装置にクロが入れられたために生まれた。
体は全身レッドで、暴走しているため理性はない。多彩な武器を持ち、クロちゃんメンバー総出でも勝てなかった。しかしナナのマフラーがかけられたことによってショックを受け、暴走は終わりを迎えた。
しかしテレビ版では敵に勝つため再び改造されたり、怒りがマックスになって勝手に変身してしまうことなどがあった。人気の低迷期に発売された玩具だったためか、CMは放映されず、かなり希少価値の高い撃ちまくりクロちゃんシリーズとなった。

## 逸話
放送当時のインターネット人気ランキングで主人公でありながらミーくんに一位を奪われ、その事をアニメでロミオに暴露された時は凄まじい怒りをあらわにしていた。
原作初期設定ではトラ猫で、腕からミサイルが飛び出すという設定だった。他の猫と区別がつくように黒猫となったという経緯がある。